# Музаев, Амиран Ревазович
Амиран Ревазович Музаев (род. 28 октября 1950, СССР) — советский самбист и дзюдоист, призёр чемпионатов СССР по самбо, призёр чемпионатов СССР и Европы по дзюдо, чемпион Европы по дзюдо в командном первенстве, победитель Спартакиады дружественных армий по дзюдо, мастер спорта СССР международного класса. Член сборной команды страны в 1973-1975 годах.

## Спортивные достижения
- Чемпионат СССР по самбо 1970 года — ;
- Чемпионат СССР по самбо 1972 года — ;
- Чемпионат СССР по дзюдо 1973 года — ;
- Чемпионат СССР по дзюдо 1976 года — ;